# Jonathan
Jonathan er et drengenavn, der betyder "Guds gave".
Navnet kommerer fra det græske Ιωναθαν, der igen kommer fra det hebræiske יהונתן Yonatan "Guds gave".
En almindelig variant af navnet er Jonatan. 

## Kendte personer med navnet
- Jonathan Demme, amerikansk filminstruktør.
- Jonathan Edwards, engelsk atlet.
- Jonathan Safran Foer, amerikansk forfatter.
- Jonathan Franzen, amerikansk forfatter.
- Jonathan Groth, dansk bordtennisspiller.
- Jonathan Ive, amerikansk industriel designer.
- Jonathan Marray, engelsk tennisspiller.
- Jonathan Motzfeldt, grønlandsk præst og politiker.
- Jonathan Pryce, walisisk skuespiller.
- Jonathan Richman, amerikansk musiker.
- Jonathan Richter, dansk fodboldspiller.
- Jonatan Spang, dansk standup-komiker.
- Jonathan Stroud, engelsk forfatter.
- Jonathan Swift, engelsk forfatter.

### Som efternavn
- Goodluck Jonathan, nigeriansk politiker.

## Navnet anvendt i fiktion
- Den ene af røverne i Folk og røvere i Kardemomme by af Thorbjørn Egner hedder Jonathan.
- Jonathans rejse er titlen på en roman af Martin A. Hansen.
- I Brødrene Løvehjerte af Astrid Lindgren er Jonatan en af brødrene.
- Du, Min Jonathan er titlen på en roman af Anne Lilmoes.
- Jonathan Creek er en engelsk tv-dramaserie med Alan Davies i titelrollen.